# 下坳镇
下坳乡，是中华人民共和国广西壮族自治区河池市都安瑶族自治县下辖的一个乡镇级行政单位。

## 行政区划
下坳乡下辖以下地区：
吉隆村、板买村、下坳村、光隆村、板庆村、板旺村、隆洞村、肯友村、高王村、隆关村、隆荣村、隆林村、隆麻村、加文村、耀南村、兴旺村、加八村、坝牙村、隆坝村和隆石村。